# Samir Ayadi
Pour les articles homonymes, voir Ayadi.
 (septembre 2024).
Si vous disposez d'ouvrages ou d'articles de référence ou si vous connaissez des sites web de qualité traitant du thème abordé ici, merci de compléter l'article en donnant les références utiles à sa vérifiabilité et en les liant à la section « Notes et références ».
Œuvres principales
- Atchan ya Sabaya
- Taht Essour
- Elissa (Didon)
- Antigone
- Hadir el Echq fel Ashar
- Sakhab Essamt

Samir Ayadi (arabe : سمير العيادي), de son vrai nom Ayadi Samir, né le 24 avril 1947 à Métouia et mort le 31 mai 2008 à l'Ariana, est un dramaturge, écrivain, metteur en scène, acteur et scénariste tunisien.

## Biographie
Né à Métouia, village du Sud tunisien, sa famille rejoint la capitale Tunis alors qu'il avait trois ans. Il étudie au lycée Khaznadar, où il obtient son baccalauréat en 1966, puis à la faculté des lettres et sciences humaines de Tunis.
Il rejoint par la suite le ministère des Affaires culturelles en tant qu'animateur, avant d'être nommé directeur de la Maison de la culture Ibn-Khaldoun puis de la Maison de la culture Ibn-Rachik. À partir de 1985, il est conseiller au ministère des Affaires culturelles.
Samir Ayadi meurt le 31 mai 2008 à son domicile d'El Menzah VII, à l'Ariana, à l'âge de 61 ans.

## Parcours littéraire et théâtral
Dès son plus jeune âge, il travaille dans le domaine théâtral en tant que dramaturge, acteur et metteur en scène. Il produit en même temps différents écrits. Il est connu pour sa passion continue du renouvellement et de l'innovation.
Il écrit son premier texte pour une troupe de théâtre de marionnettes. Il n'a jamais cessé d'écrire et de publier durant trente deux ans, dont plusieurs nouvelles regroupées dans ses publications dont on peut citer Sakhab Essamt, Kadhalika Yaktouloun el Amal, Zaman Ezzakharef et Hadir el Echq fel Ashar. Il est aussi l'auteur d'un très grand nombre de pièces de théâtre dont Ras El Ghoul, El Jazya El Hilaliya, Atchan ya Sabaya, Elissa (Didon), Sindbad, Sabra, Une nuit à La Goulette, Taht Essour, Halawani Bab Souika ou Mondo ; il en réalise certaines et travaille avec la plupart des troupes théâtrales, privées et publiques, comme la Troupe théâtrale du Kef, la Troupe théâtrale de Gafsa ou El Teatro.
Il traduit par ailleurs des dizaines de pièces de théâtre mondialement connues telles que Mère Courage et ses enfants, Les Bonnes et Antigone.
Membre fondateur du mouvement de l'avant-garde littéraire à Tunis, il préside le journal Culture, publié par le club littéraire de la Maison de la culture Ibn-Khaldoun, le journal Al Massar, publié par l'Union des écrivains tunisiens, et le journal La Vie culturelle, publié à l'époque par le ministère des Affaires culturelles. Il préside également le Festival international de Carthage au début des années 1980.

## Parcours télévisuel et cinématographique
Samir Ayadi participe par ailleurs à plusieurs tournages de feuilletons comme acteur, tels que Amwej, Warda, Matous et Ennes Hkeya, et comme scénariste comme dans Bab El Khoukha.
Il joue dans des films comme Et demain... ? de Brahim Babaï et Fleur d'oubli de Salma Baccar, dont il écrit le scénario, produisant par ailleurs le scénario du film Le Burnous d'Hamadi Arafa et de Fatma 75 de Salma Baccar.

## Activités associatives
L'artiste était actif dans le tissu associatif comme membre, entre autres, de l'Association des cinéastes professionnels, de l'Union des auteurs professionnels, du Club de la nouvelle et de l'Union des écrivains tunisiens.